# Гёзалян, Норайр Хачатурович
Нора́йр Хачату́рович Гёзаля́н (арм. Նորայր Խաչատուրի Գյոզալյան; 15 марта 1990, Ереван, Армянская ССР, СССР) — армянский футболист, нападающий.

## Биография
Воспитанник футбольной школы «Бананц». С 2007 года выступает за «Бананц» в чемпионатах Армении. С этого же года привлекается в состав Молодёжной сборной, однако дебютировать он смог лишь год спустя. В клубе регулярно выходил в составе на матчи чемпионата и Кубка Армении. С «Бананцем» были завоёваны серебряные медали чемпионата и Кубок в 2007 году. В последующие три сезона становился финалистом Кубка. 15 июля стало известно о переходе молодого игрока в стан дилижанской команды. Но вскоре этот переход, который фактически был заключён, не состоялся, в итоге Гёзалян вернулся в «Бананц».
И всё же, в следующем сезоне, в период летнего трансферного окна, Гёзалян перешёл в дилижанский клуб, заключив контракт на 1.5 года. Уход из «Бананц» был связан с нестабильным выходом на поле, которое, в свою очередь, уменьшала физическую форму и концентрацию игрока в период чемпионата. Между тем Гёзалян, перейдя в «Импульс», получил шанс в стабильности своих выступлений, так как в период руководства в тренерском штабе Армена Гюльбудагянца предпочтения были у молодых игроков клуба, в категорию которых относился и сам Гёзалян.

## Достижения

### Командные достижения
«Бананц»
- Серебряный призёр Чемпионата Армении (2): 2007, 2010
- Обладатель Кубка Армении (1): 2007
- Финалист Кубка Армении (3): 2008, 2009, 2010

«Импульс»
- Финалист Кубка Армении (1): 2011/12

### Личные достижения
- Лучший бомбардир Чемпионата Армении: 2012/13

## Статистика выступлений
Данные на 18 октября 2012
| Клуб             | Сезон            | Чемпионат | Чемпионат | Кубки | Кубки | Еврокубки | Еврокубки | Всего | Всего |
| Клуб             | Сезон            | Матчи     | Голы      | Матчи | Голы  | Матчи     | Голы      | Матчи | Голы  |
| ---------------- | ---------------- | --------- | --------- | ----- | ----- | --------- | --------- | ----- | ----- |
| Бананц           | 2007             | 3         | 0         | 1     | 0     | 0         | 0         | 4     | 0     |
| Бананц           | 2008             | 15        | 4         | 4     | 2     | 1         | 0         | 20    | 6     |
| Бананц           | 2009             | 19        | 4         | 5     | 2     | 2         | 0         | 26    | 6     |
| Бананц           | 2010             | 9         | 3         | 2     | 0     | 0         | 0         | 11    | 3     |
| Бананц           | 2011             | 14        | 1         | 3     | 1     | 1         | 0         | 18    | 2     |
| Всего            | Всего            | 60        | 12        | 15    | 5     | 4         | 0         | 79    | 17    |
| Импульс          | 2011             | 13        | 6         | 4     | 2     | 0         | 0         | 17    | 8     |
| Импульс          | 2012/13          | 25        | 14        | 0     | 0     | 0         | 0         | 25    | 14    |
| Всего            | Всего            | 38        | 20        | 4     | 2     | 0         | 0         | 42    | 22    |
| Всего за карьеру | Всего за карьеру | 98        | 32        | 19    | 7     | 4         | 0         | 121   | 39    |